# Black Rainbow
Más allá del arco iris es una película de horror/thriller de 1989 dirigida por Mike Hodges.

## Sinopsis
La estrella Rosanna Arquette es Martha Travis, una médium que ayuda a miembros de su audiencia a entrar en contacto con sus parientes difuntos. Las cosas toman un giro para peor cuando ella predice la muerte de Mary Kuron's (Linda Pierce) esposa de Tom (Olek Krupa). La situación se hace cada vez más inestable y pronto Martha se encuentra con la predicción de la muerte de su padre Walter (Jason Robards). 